# Jean-Paul Chiaroni
Pas d'image ? Cliquez ici
Jean-Paul Chiaroni, dit Coco, né le 25 mai 1962 à Ajaccio, est un copilote de rallye français.

## Biographie
Il fait ses débuts en 1982 au côté d'un pilote corse, Philippe Martini, puis aux côtés de Laurent Poggi tous deux s'illustrent ensemble dans le cadre du Challenge VAG, qu'ils remportent en 1985.
Plus tard il navigue une autre pointure corse, Yves Loubet: avec lui Jean-Paul Chiaroni signe ses deux premières victoires en Championnat de France des rallyes, et ils terminent vice-champions en 1991.
Changement de cap en 1992. À partir de cette saison il est aux côtés de Bernard Béguin et ils remportent deux titres de champion de France en 1992 et 1993. Durant l'hiver 94-95 avec l'arrêt du programme "ZX" chez Citroën, Béguin se retrouve dans l'impasse pour sa structure, et Chiaroni se retrouve mis à pied.
Il retrouve un baquet avec Philippe Bugalski, pour remplacer Thierry Renaud tragiquement disparu au Rallye Grasse-Alpin. Avec "Bug" il signe sans doute les plus belles pages de sa carrière : trois titres de champion de France (1998, 1999, 2000) pour l'équipage, avec de multiples victoires dans le dit championnat et, cerise sur le gâteau, deux victoires en Championnat du monde (Rallye de Catalogne et Tour de Corse 1999).
En 2004, Bugalski met un terme à sa carrière. "Coco" retrouve un baquet pour une ultime saison  au côté de Patrick Henry en Championnat de France. Après cette ultime saison il raccroche son casque et travaille pour Citroën Sport.
Il totalise au total 42 victoires en championnat de France avec trois pilotes différents (record), pour 5 titres nationaux des copilotes (record: 3 officiels (1998, 1999, et 2000), et deux "officieux" (1992 et 1993, car distinction alors non attribuée)), ainsi que 3 rangs de vice-champion (1991 (officieux), 1995, et 1996), et 1 place de 3e (1997). À cela il faut rajouter un titre de champion de France "2 litres" acquis avec Bugalski en 1995.

## Palmarès
- 2004 : Championnat de France des rallyes 2004 avec Patrick Henry sur Citroën C2 S1600;
- 2003 : 4 rallyes de Championnat du monde des rallyes avec Philippe Bugalski sur Citroën Xsara WRC;
- 2002 : 5 rallyes de Championnat du monde des rallyes avec Philippe Bugalski sur Citroën Xsara WRC - 3e du Rallye de Catalogne;
- 2001 : 6 rallyes de Championnat du monde des rallyes avec Philippe Bugalski sur Citroën Saxo Kit-Car et Citroën Xsara WRC;
- 2000 : Champion de France des rallyes avec Philippe Bugalski sur Citroën Xsara T4;
- 1999 : Champion de France des rallyes avec Philippe Bugalski sur Citroën Xsara Kit-Car, 2 Victoires en championnat du monde;
- 1998 : Champion de France des rallyes avec Philippe Bugalski sur Citroën Xsara Kit-Car;
- 1997 : 4e du Championnat de France des rallyes avec Philippe Bugalski sur Renault Maxi Megane;
- 1996 : 2e du Championnat de France des rallyes 1996 avec Philippe Bugalski sur Renault Maxi Megane;
- 1995 : 2e du Championnat de France des rallyes avec Philippe Bugalski sur Renault Clio Maxi;
- 1994 : Championnat de France des rallyes avec Bernard Béguin sur Citroën ZX 16v;
- 1993 : Champion de France des rallyes avec Bernard Béguin sur Ford Escort RS Cosworth;
- 1992 : Champion de France des rallyes avec Bernard Béguin sur Ford Sierra Cosworth 4x4;
- 1991 : 2e du Championnat de France des rallyes avec Yves Loubet sur Lancia Delta HF Integrale;
- 1990 : 5e du Championnat de France des rallyes avec Yves Loubet sur Alfa Romeo 75;
- 1986 : 2e du Challenge VAG avec Laurent Poggi;
- 1985 : vainqueur du Challenge VAG avec Laurent Poggi;
- 1982 : débuts en compétition.

## Victoires

### Victoires en championnat de France de rallye
| #  | Saison | Rallye                    | Pilote            | Voiture                   |
| -- | ------ | ------------------------- | ----------------- | ------------------------- |
| 1  | 1991   | Rallye du Rouergue        | Yves Loubet       | Lancia Delta HF Integrale |
| 2  | 1991   | Rallye du Mont-Blanc      | Yves Loubet       | Lancia Delta HF Integrale |
| 3  | 1992   | Rallye des Garrigues      | Bernard Béguin    | Ford Sierra Cosworth 4x4  |
| 4  | 1992   | Rallye Grasse-Alpin       | Bernard Béguin    | Ford Sierra Cosworth 4x4  |
| 5  | 1992   | Rallye Alsace-Vosges      | Bernard Béguin    | Ford Sierra Cosworth 4x4  |
| 6  | 1992   | Rallye du Mont-Blanc      | Bernard Béguin    | Ford Sierra Cosworth 4x4  |
| 7  | 1992   | Critérium des Cévennes    | Bernard Béguin    | Ford Sierra Cosworth 4x4  |
| 8  | 1993   | Rallye Alsace-Vosges      | Bernard Béguin    | Ford Escort RS Cosworth   |
| 9  | 1993   | Ronde Cévenole            | Bernard Béguin    | Ford Escort RS Cosworth   |
| 10 | 1993   | Rallye du Rouergue        | Bernard Béguin    | Ford Escort RS Cosworth   |
| 11 | 1993   | Rallye du Limousin        | Bernard Béguin    | Ford Escort RS Cosworth   |
| 12 | 1993   | Critérium des Cévennes    | Bernard Béguin    | Ford Escort RS Cosworth   |
| 13 | 1995   | Rallye du Rouergue        | Philippe Bugalski | Renault Clio Maxi         |
| 14 | 1995   | Rallye du Mont-Blanc      | Philippe Bugalski | Renault Clio Maxi         |
| 15 | 1995   | Rallye du Limousin        | Philippe Bugalski | Renault Clio Maxi         |
| 16 | 1996   | Rallye Grasse-Alpin       | Philippe Bugalski | Renault Mégane Maxi       |
| 17 | 1996   | Tour de Corse             | Philippe Bugalski | Renault Mégane Maxi       |
| 18 | 1996   | Rallye du Rouergue        | Philippe Bugalski | Renault Mégane Maxi       |
| 19 | 1997   | Rallye du Mont-Blanc      | Philippe Bugalski | Renault Mégane Maxi       |
| 20 | 1997   | Rallye du Limousin        | Philippe Bugalski | Renault Mégane Maxi       |
| 21 | 1998   | Rallye Lyon-Charbonnières | Philippe Bugalski | Citroën Xsara Kit-Car     |
| 22 | 1998   | Rallye du Limousin        | Philippe Bugalski | Citroën Xsara Kit-Car     |
| 23 | 1998   | Rallye du Rouergue        | Philippe Bugalski | Citroën Xsara Kit-Car     |
| 24 | 1998   | Rallye d'Antibes          | Philippe Bugalski | Citroën Xsara Kit-Car     |
| 25 | 1998   | Critérium des Cévennes    | Philippe Bugalski | Citroën Xsara Kit-Car     |
| 26 | 1998   | Rallye du Var             | Philippe Bugalski | Citroën Xsara Kit-Car     |
| 27 | 1999   | Rallye Lyon-Charbonnières | Philippe Bugalski | Citroën Xsara Kit-Car     |
| 28 | 1999   | Tour de Corse             | Philippe Bugalski | Citroën Xsara Kit-Car     |
| 29 | 1999   | Rallye Alsace-Vosges      | Philippe Bugalski | Citroën Xsara Kit-Car     |
| 30 | 1999   | Rallye du Limousin        | Philippe Bugalski | Citroën Xsara Kit-Car     |
| 31 | 1999   | Rallye du Rouergue        | Philippe Bugalski | Citroën Xsara Kit-Car     |
| 32 | 1999   | Rallye du Mont-Blanc      | Philippe Bugalski | Citroën Xsara Kit-Car     |
| 33 | 1999   | Rallye d'Antibes          | Philippe Bugalski | Citroën Xsara Kit-Car     |
| 34 | 1999   | Critérium des Cévennes    | Philippe Bugalski | Citroën Xsara Kit-Car     |
| 35 | 1999   | Rallye du Var             | Philippe Bugalski | Citroën Xsara Kit-Car     |
| 36 | 2000   | Rallye Lyon-Charbonnières | Philippe Bugalski | Citroën Xsara T4          |
| 37 | 2000   | Rallye du Touquet         | Philippe Bugalski | Citroën Xsara T4          |
| 38 | 2000   | Rallye Alsace-Vosges      | Philippe Bugalski | Citroën Xsara T4          |
| 39 | 2000   | Rallye du Limousin        | Philippe Bugalski | Citroën Xsara T4          |
| 40 | 2000   | Rallye du Rouergue        | Philippe Bugalski | Citroën Xsara T4          |
| 41 | 2000   | Rallye du Mont-Blanc      | Philippe Bugalski | Citroën Xsara T4          |
| 42 | 2000   | Rallye du Var             | Philippe Bugalski | Citroën Xsara T4          |

### Victoires en championnat d'Europe des rallyes
| #  | Saison | Rallye                   | Pays      | Pilote            | Voiture                  |
| -- | ------ | ------------------------ | --------- | ----------------- | ------------------------ |
| 1  | 1992   | Rallye des Garrigues     | France    | Bernard Béguin    | Ford Sierra Cosworth 4x4 |
| 2  | 1992   | Rallye Grasse-Alpin      | France    | Bernard Béguin    | Ford Sierra Cosworth 4x4 |
| 3  | 1992   | Rallye du Mont-Blanc     | France    | Bernard Béguin    | Ford Sierra Cosworth 4x4 |
| 4  | 1993   | Rallye Alsace-Vosges     | France    | Bernard Béguin    | Ford Escort RS Cosworth  |
| 5  | 1993   | Rallye du Rouergue       | France    | Bernard Béguin    | Ford Escort RS Cosworth  |
| 6  | 1996   | 39e Rallye Grasse-Alpin  | France    | Philippe Bugalski | Renault Mégane Maxi      |
| 7  | 1997   | 49e Rallye du Mont-Blanc | France    | Philippe Bugalski | Renault Mégane Maxi      |
| 8  | 1998   | 25e Rallye du Rouergue   | France    | Philippe Bugalski | Citroën Xsara Kit-Car    |
| 9  | 1998   | 33e Rallye d'Antibes     | France    | Philippe Bugalski | Citroën Xsara Kit-Car    |
| 10 | 1998   | 44e Rallye du Var        | France    | Philippe Bugalski | Citroën Xsara Kit-Car    |
| 11 | 1999   | 51e Rallye du Mont-Blanc | France    | Philippe Bugalski | Citroën Xsara Kit-Car    |
| 12 | 1999   | 34e Rallye d'Antibes     | France    | Philippe Bugalski | Citroën Xsara Kit-Car    |
| 13 | 1999   | 45e Rallye du Var        | France    | Philippe Bugalski | Citroën Xsara Kit-Car    |
| 14 | 2000   | 52e Rallye du Mont-Blanc | France    | Philippe Bugalski | Citroën Xsara T4         |
| 15 | 2001   | 20e Rallye d'Allemagne   | Allemagne | Philippe Bugalski | Citroën Xsara WRC        |

### Victoires en championnat du monde des rallyes (WRC)
| # | Saison | Rallye                  | Pays    | Pilote            | Voiture               |
| - | ------ | ----------------------- | ------- | ----------------- | --------------------- |
| 1 | 1999   | 35e Rallye de Catalogne | Espagne | Philippe Bugalski | Citroën Xsara Kit Car |
| 2 | 1999   | 43e Tour de Corse       | France  | Philippe Bugalski | Citroën Xsara Kit Car |